# Sturisomatichthys leightoni
Sturisomatichthys leightoni (лат.) — вид лучепёрых рыб из семейства кольчужных сомов, обитающий в Колумбии.

## Описание

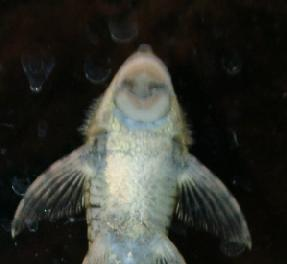
Вид снизу

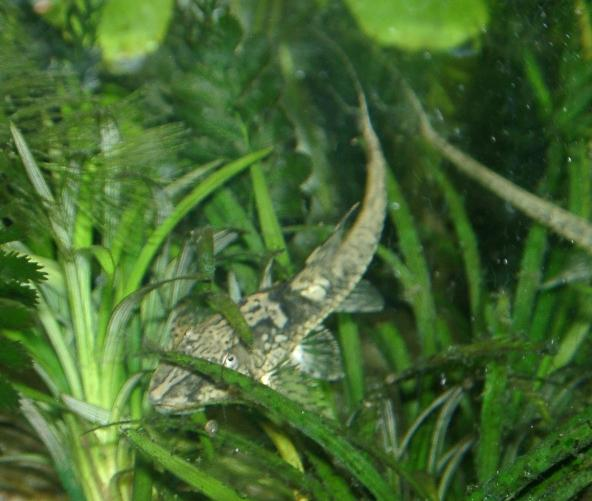

Общая длина достигает 18 см. Голова треугольной формы. В период нереста у самцов появляются щетинки по бокам головы и шипики на лучах грудных плавников. Рыло короткое и заострённое. Глаза большие, расположены по бокам головы. Туловище удлинённое, брюхо покрыто 3—4 рядами костных пластин. Хвостовой стебель стройный и тонкий. Спинной плавник достаточно длинный. Грудные плавники большие и длинные. Брюшные плавники значительно уступают грудным по размеру. Хвостовой плавник имеет на обоих концах дугообразные выросты (при болезни рыбы они исчезают).
Окраска коричневая с сероватым оттенком. Через туловище проходят 2—3 продольные довольно тёмные полосы, которые переходят на плавники. От морды эти полосы постепенно расширяются, достигая максимума в области спинного плавника и тянутся до хвостового плавника включительно. Брюхо белого цвета.

## Образ жизни
Это донная рыба. Встречается в реках с медленным течением. Большую часть времени «висит» на листьях растений или стеблях тростника. Активна днём. Питается преимущественно водорослями, которые соскребает с камней и скал, а также детритом.

## Распространение
Является эндемиком Колумбии. Обитает в бассейне реки Каука и нижней части реки Магдалена.